# Завидчанська сільська рада
| Завидченська сільська рада — колишній орган місцевого самоврядування у Радехівському районі Львівської області з адміністративним центром у с. Завидче. Історична дата утворення: в 1992 році. Водоймища на території, підпорядкованій даній раді: річка Лошівка. Сільській раді були підпорядковані населені пункти: - с. Завидче |

## Склад ради
Рада складалася з 12 депутатів та голови.

### Керівний склад ради
| ПІБ                        | Основні відомості                                                 | Дата обрання | Дата звільнення |
| -------------------------- | ----------------------------------------------------------------- | ------------ | --------------- |
| Мельничук Ганна Михайлівна | Сільський голова, 1956 року народження, освіта, позапартійна      | 26.03.2006   | 31.10.2010      |
| Війтович Юрій Григорович   | Сільський голова, 1962 року народження, освіта вища, безпартійний | 31.10.2010   |                 |

Примітка: таблиця складена за даними джерела